# 阿奇博爾角
63°12′S 56°40′W / 63.200°S 56.667°W
阿奇博爾角（英語：Archibald Point），是南極洲的海岬，位於葛拉漢地，處於茹安維爾群島的布蘭斯菲爾島西南部，由英國南極名稱諮詢委員會命名，現時由南極條約體系管理。